# Капель, Элджернон, 2-й граф Эссекс
Элджернон Капель (англ. Algernon Capell; 28 декабря 1670 — 10 января 1710, Уотфорд, Хартфордшир, Великобритания) — английский аристократ, 3-й барон Капель, 2-й виконт Малден и 2-й граф Эссекс с 1683 года.

## Биография
Элджернон Капель был единственным сыном Артура Капеля, 1-го графа Эссекса, и его жены Элизабет Перси. Он унаследовал владения и титулы отца после его смерти в 1683 году. В 1691—1702 году граф прислуживал королю Вильгельму III, в 1693—1710 годах был командиром 4-го драгунского полка. В 1702 году получил чин бригадного генерала, в 1704 — генерал-майора. В 1708 году Капель стал членом личного совета при королеве Анне.
Капель был женат на Мэри Бентинк, дочери Уильяма Бентинка, 1-го графа Портленда, и Энн Вильерс. В этом браке родились:
- Уильям (1697—1743), 3-й граф Эссекс[5];
- Мэри (умерла в 1762), жена Алана Бродрика, 2-го виконта Мидлтона[6];
- Элизабет Диана, жена Сэмюела Молино и Натаниэля Сент-Андре[7].